# Pinus luchuensis
Espèce
Statut de conservation UICN

 LC  : Préoccupation mineure
Pinus luchuensis est une espèce de conifères de la famille des Pinaceae.

## Répartition

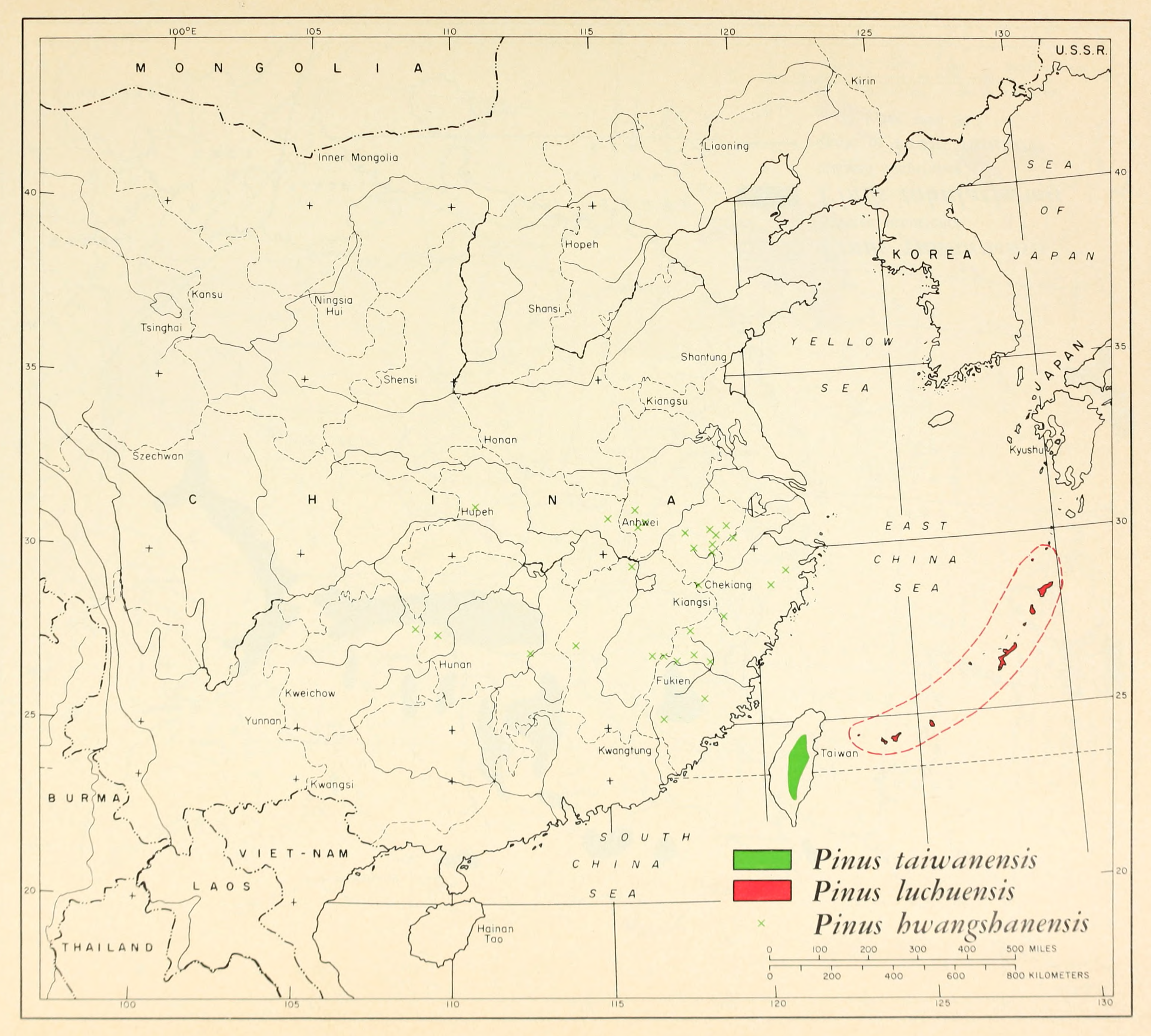
Carte de répartition (en rouge) de Pinus luchuensis (en vert : Pinus taiwanensis.

Pinus luchuensis se trouve dans les îles Ryūkyū.

## Liste des sous-espèces et variétés
Selon Tropicos (7 août 2014) (Attention liste brute contenant possiblement des synonymes) :
- sous-espèce Pinus luchuensis subsp. hwangshanensis (K.C. Hsia) D.Z. Li
- sous-espèce Pinus luchuensis subsp. taiwanensis (Hayata) D.Z. Li
- variété Pinus luchuensis var. hwangshanensis (K.C. Hsia) C.L. Wu
- variété Pinus luchuensis var. shenkanensis Silba